# Союз ТМ-10
Союз ТМ-10 е пилотиран космически кораб от серията „Союз ТМ“ към станцията „Мир“ и 85-и полет по програма „Союз“.

## Екипаж

### При старта

#### Основен
- Генадий Манаков (1) – командир
- Генадий Стрекалов (4) – бординженер

#### Дублиращ
- Виктор Афанасиев – командир
- Муса Манаров – бординженер

#### Резервен
- Анатолий Арцебарски – командир
- Сергей Крикальов – бординженер

### При кацането
- Генадий Манаков – командир
- Генадий Стрекалов – бординженер
- Тоехиро Акияма – космонавт-изследовател

## Параметри на мисията
- Маса: 7150 кг
- Перигей: 198 км
- Апогей: 219 км
- Наклон на орбитата: 51,6°
- Период: 88,7 мин

## Описание на полета
По време на полета на шестата основна експедиция са проведени изследвания на Земята, материалознанието и медицината. Извършени са дейности по поддръжка и ремонт на орбиталната станция.
На 29 октомври е извършено излизане в открития космос за ремонт на люка на модула „Kвант-2“. Продължителността и е 3 часа и 45 минути и е частично успешна.

### Космически разходки
| № | Участници                         | Начало                     | Край                       | Продължителност    |
| - | --------------------------------- | -------------------------- | -------------------------- | ------------------ |
| 1 | Генадий Стрекалов Генадий Манаков | 29 октомври 1990 21:45 UTC | 30 октомври 1990 00:30 UTC | 2 часа и 45 минути |

Сред новостите по време на полета е включването в пристигналия товарен космически кораб „Прогрес М-5“ на възвръщаема капсула с възможност за полезен товар до 150 кг.